# Zen (géorgien)
Cette page contient des caractères spéciaux ou non latins. S’ils s’affichent mal (▯, ?, etc.), consultez la page d’aide Unicode.
Pour les articles homonymes, voir Zen (homonymie).
Zen, (ზენ, [zɛn], en géorgien) est la 7e lettre de l'alphabet géorgien.

## Linguistique
Zen est utilisé pour représenter le son [z].
Dans la norme ISO 9984, la lettre est translittérée par « z ».

## Représentation informatique
- Unicode[1] :
  - Asomtavruli Ⴆ : U+10A6
  - Mkhedruli et nuskhuri ზ : U+10D6